# Pobre señorita Limantour
Pobre señorita Limantour é uma telenovela mexicana produzida por Carla Estrada para a Televisa e exibida pelo Canal de las Estrellas entre 23 de março e 23 de outubro de 1987, substituindo Pobre Juventud. No decorrer dos capítulos, a trama foi transferida das 17h30 para às 18h, e acabou sendo substituída por El rincón de los prodigios. 
Original de Inés Rodena foi baseada na radionovela Regina Carbonell.
Foi protagonizada por Ofelia Cano e Víctor Cámara e antagonizada por Úrsula Prats, Beatriz Sheridan, Manuel Saval e Julieta Egurrola.

## Sinopse
Regina Limantour é uma jovem honesta que vive com sua tia Bernarda e sua irmã Doris. Bernarda é uma mulher cruel e se diverte zombando de Regina, chamando-a de "pobre senhorita Limantour". Com a morte de Bernarda, Regina é animada por uma mulher que incentiva a menina se tornar o que ela sempre quis ser, enfermeira. Regina ouve seus conselhos e finalmente consegue seguir carreira. Começando a trabalhar em um hospital, ela encontra o futuro Doutor Julio Adrian Montesinos, um jovem rico por quem ela se apaixona apesar das advertências de seus colegas de trabalho, que dizem que Julio Adrian tem uma reputação de irresponsável e mulherengo.

## Produção
A atriz Ofelia Cano encarava sua primeira e única protagonista da sua carreira. Ela teve a oportunidade de escolher seu par romântico, bem como a sua antagonista na história. 
Na época, a escolha da Ofelia como protagonista foi bastante criticada, pois consideravam que ela não estava à altura de um protagônico. Além disso, a atriz Úrsula Prats, a antagonista da novela, acabou roubando a cena e se destacando muito mais, sendo chamadas para os meios televisivos e sendo capa das revistas na época. Isso gerou uma crise entre as duas atrizes, que inclusive chegaram a se agredir durante as gravações de uma cena na novela. A telenovela terminou como um retumbante fracasso de audiência e ficou marcada por essa rivalidade. 
Foi a primeira novela da Thalía na televisão.

## Elenco
- Ofelia Cano - Regina Limantour
- Víctor Cámara - Julio Adrián Montesinos
- Úrsula Prats - Greta Torreblanca
- Thalía - Dina Limantour
- Roberto Ballesteros - Germán
- Alicia Rodríguez - Soledad
- Silvia Derbez - Pastora
- Meche Barba
- Marga López - Abuela Alice
- Arturo Benavides
- Omar Fierro
- Bárbara Gil
- Aurora Molina - Pilar
- Maritza Olivares
- Patsy - Doris
- Ana Luisa Peluffo - Armida Torreblanca
- Manuel Saval - Armando
- Gustavo Rojo
- Fernando Carrillo - Ricardo Spider
- Beatriz Sheridan - Bernarda
- Julieta Egurrola - Antonieta
- Fabiola Elenka Tapia - Clarita
- Juan Peláez - Augusto
- Franco
- Rafael Rojas - Alfonso
- Nerina Ferrer - Sor Angelina
- Christopher Lago - Pepito
- Raúl Meraz - Raymundo
- Inés Morales
- Rebeca Mankita - Caty
- Adriana Laffan
- Marcela Páez - Luz María
- Carmen Amezcua
- Rosalinda España
- Ana Bertha Espín
- Irma Torres
- Bertha Cervera
- Nadia Haro Oliva
- Queta Lavat
- América Gabriel
- Ana María Aguirre
- Ricardo Vera
- Lucía Carrasco
- Eduardo Díaz Reyna
- Lorena Rivero
- Arturo Guízar
- Margarita Oropeza
- Patricia Arredondo
- Benjamín Islas
- Gabriela Cano
- Jorge Poza